# Mezenskij rajon
Il Mezenskij rajon (in russo Мезенский муниципальный район?) è un rajon dell'Oblast' di Arcangelo, Russia. Ha una superficie di 34.400 km2 ed una popolazione di 12.700 abitanti nel 2007.
Il capoluogo è Mezen'.